# Limburg ob Lahnu
Limburg ob Lahnu (nem. Limburg an der Lahn, uradno skrajšano Limburg a. d. Lahn) je sedež okrožja Limburg-Weilburg in mesto v zvezni deželi Hessen v Nemčiji.

## Etimologija
Izvor besede Limburg ni povsem jasen, morda je povezan z gradom, ki so ga tu zgradili (burg pomeni grad v nemščini). Leta 910 je bilo mesto prvič omenjeno kot Lintpurc. Priljubljeni teoriji sta:
- ime so izbrali zaradi bližine potoka Linterer, nekdanjega potoka v Linterju, ki je zdaj suh in se je pri Domfelsnu (pečina) izlival v Lahn ; linda je galska beseda za vodo;
- malo verjetna, toda zelo priljubljena je povezava s sago o zmaju (Lindworm) in samostanom svetega Jurija (Jurij je ubil zmaja), ustanovljenim v Limburgu, a je bil samostan zgrajen pozneje kot grad, približno ob prvi pisni omembe imena.

## Geografija

### Lega
Limburg leži v zahodnem Hessnu med pogorjema Taunus in Westerwald ob reki Lahn.
Je približno sredi kotline, med gorami iz renskega skrilavca, ki se imenuje Limburška kotlina (Limburger Becken). Zaradi ugodnih tal in podnebja je ena najbogatejših kmetijskih regij v deželi Hessen. Poleg tega je bila od srednjega veka dalje s svojim priročnim prehodom reke Lahn zelo pomemben prometni koridor. V sicer precej ozkem spodnjem delu v kotlini je Limburg na povprečni nadmorski višini 117 m.
Limburške stanovanjske soseske segajo že čez meje mesta in se širijo proti Elzu in Diezu.
Okoliška mesta in skupnosti so: Elz in mesto Hadamar na severu, občina Beselich na severovzhodu, mesto Runkel na vzhodu, občini Villmar in Brechen na jugovzhodu, občina Hünfelden na jugu (vse v okrožju Limburg-Weilburg), občina Holzheim na jugozahodu, mesto Diez in občini Aull in Gückingen na zahodu (vse v okrožju Rhein-Lahn-Kreis v Rheinland-Pfalzu).
Najbližja večja mesta so Wetzlar in Gießen na severovzhodu, Wiesbaden, Frankfurt na jugu, Koblenz na zahodu.
Mesto sestavlja osem prej avtonomnih vasi, naštete so po številu prebivalcev:
1. Limburg: 18.393
2. Lindenholzhausen: 3377
3. Linter: 3160
4. Eschhofen: 2803
5. Staffel: 2656
6. Offheim: 2572
7. Dietkirchen: 1724
8. Ahlbach: 1281

## Zgodovina
Okoli leta 800 so nastale prve grajske stavbe na pečinah Limburga. Verjetno je bil grad namenjen zaščiti plitvine, primerne za prečkanje reke Lahn. V nadaljnjih desetletjih se je mesto razvilo pod zaščito gradu. Limburg se prvič omenja v listinah leta 910 pod imenom Lintpurc, ko Ludvik Otrok odobri Konradu Kurzboldu posestvo v skupnosti, na katerem je dal zgraditi cerkev. Konrad Kurzbold je položil temeljni kamen za samostansko cerkev svetega Jurija, kjer je bil tudi pokopan. Skupnost je postala pomembna z ustanovitvijo samostana in zaradi živahne trgovine z blagom na glavni cesti Via publica.
Leta 1150 je bil čez Lahn zgrajen lesen most. Dolga cesta iz Kölna v Frankfurt ob Majni je bila speljana skozi Limburg. V začetku 13. stoletja je bil limburški grad zgrajen v sedanji obliki. Kmalu zatem je mesto postalo last Izenburških. Leta 1214 je skupnost dobila mestne pravice. Ostanki mestnega obzidja iz let 1130, 1230 in 1340, ki je bilo dolgo približno tisoč metrov, še danes kažejo hiter razvoj cvetočega mesta v srednjem veku. Našli so dokaz o kovnici iz leta 1180.
Izenburški so v gradu prebivali od leta 1258 do 1406 in prevzeli svoje ime po imenu mesta Limburg. Iz te linije je dinastija Limburg-Stirum in tudi Imagina Izenburg-Limburg, žena nemškega kralja Adolfa.
Vladajoči razred med srednjeveškimi meščani so bili bogati trgovci družin, katerih hiše so stale tik ob grajskem stolpu in so bile obdane s prvim mestnim obzidjem, ko je bilo tu zgrajeno. Območje današnjega Konjskega trga (Rossmarkt), na katerem je živelo veliko preprostih obrtnikov, je bilo obdano z drugim zgrajenim obzidjem. Tamkajšnji prebivalci pa v primerjavi s trgovci niso imeli nobene pravice do glasu o mestnih zadevah in jim ni bilo dovoljeno imeti predstavnika v mestnem svetu. Kljub temu pa so morali nositi glavno finančno breme vodenja mesta. Samo v letu 1458 so lahko imeli dva predstavnika v mestnem svetu.
Stolnica svetega Jurija (Sankt-Georgs-Dom) je bila zgrajena, kjer je bila prej stara samostanska cerkev, zato se imenuje Georgsdom. Posvečena je bila leta 1235.
14. maja 1289 je uničujoč požar uničil velik del notranjega mesta, ki je bil nato obnovljen. Ena od hiš, zgrajenih v tistem času, je bil Römer 2–4–6, ki je danes ena najstarejših nemških pollesenih hiš. Leta 1337 so iz Limburga izgnali Jude. Samo leta 1341 so imeli še enkrat možnost, da se naselijo v mestu, s kraljevo uredbo. Leta 1344 se je polovica prebivalcev mesta odločila za volilno kneževino   Trier in leta 1420 je bilo mesto v celoti preneseno v last Trierja. Ta dogodek je skupaj z drugim mestnim požarom leta 1342, črno smrtjo v letih 1349, 1356 in 1365, predvsem pa vzponom teritorialnih knezov povzročil postopen upad mesta. 
Leta 1315 in 1346 je bil zgrajen kamnit most čez reko Lahn (najbrž v dveh delih).
Kot posledica nemških kmečkih vojn so se leta 1525 nemiri pojavili tudi med meščani. Potem ko je volilni knez iz Trierja zahteval, da se meščani spreobrnejo v luteransko vero, je upravni odbor, ki so ga sestavljali meščani, ki so bili sicer neupravičeni do funkcije v svetu, 24. maja izročili svetu 30 točk obsežen seznam zahtev. Zahteve so se nanašale predvsem na finančno udeležbo in enakopravnost pri obdavčenju, trgovini in gradnji s trgovskim razredom. V dneh, ki so sledili, so se te zahteve pri pogajanjih med svetom in upravo zmanjšale na 16 točk, kar je verjetno sprejel volilni knez. 5. avgusta je nadškof Richard zahteval, da svet ovrže vse koncesije meščanom. Poleg tega je prepovedal združevanje, neupravičenim meščanom pa so odvzeli pravico do dveh predstavnikov v svetu.
Leta 1806 je Limburg postal last novoustanovljene vojvodine Nassau (Herzogtum Nassau). Leta 1818 so podrli mestno obzidje. Leta 1827 je mesto postalo katoliški škofovski sedež. Leta 1866 sta bila vojvodina in z njo Limburg prenesena na Prusijo, kar je bila posledica avstrijsko-pruske vojne. 
Od leta 1862 je bil Limburg železniško vozlišče in od leta 1886 sedež okraja. 
Leta 1892 so mesto naselili palotinci (Društvo katoliškega apostolata, društvo apostolskega življenja v rimskokatoliški cerkvi, ustanovljeno leta 1835, ki ga je ustanovil rimski duhovnik sveti Vincencij Pallotti), ampak samo moški; ženske so prišle leta 1895.
Med prvo svetovno vojno je bilo v Limburgu veliko taborišče za vojne ujetnike. Številni irski člani britanske vojske so bili tukaj zaprti do konca vojne. Obiskal jih je irski republikanski voditelj Roger Casement, ker je želel dobiti rekrute za prihodnji irski upor.
Od leta 1919 do 1923 je bil Limburg središče kratkotrajne svobodne države (Freistaat Flaschenhals), ker je bil najbližje nezasedeno mesto weimarske republike.

## Gospodarstvo in infrastruktura

### Prometna infrastruktura
Limburg je staro prometno vozlišče. Že v srednjem veku je rimska cesta Via Publica tukaj prečkala plovno reko Lahn. Danes tej stari povezavi sledita avtocesta A3 (Emmerich–Oberhausen–Köln–Frankfurt–Nürnberg–Passau) in zvezna cesta št. 8, ki tečeta skozi mesto. Seveda pa se tu križajo še druge ceste v različne smeri.
Že leta 1248 je bil zgrajen lesen most čez Lahn in leta 1306 po poplavah zamenjan s kamnitim mostom (Alte Lahnbrücke). Drugi cestni mostovi so še Lahntalbrücke Limburg (1964) na A3, Lahnbrücke v bližini Staffela in Novi Lahnbrücke iz leta 1968, ki nosi zvezno cesto, preden  v predoru Schiedetunnel prečka mestno središče.
Leta 1862 je Limburg dobil železniško povezavo, ki se je sčasoma razvila v prometno vozlišče hitrih in običajnih vlakov. Ko je bila zgrajena železniška proga za visoke hitrosti InterCityExpress Köln–Frankfurt, je Limburg dobil postajo za hitri vlak. To je edina železniška postaja v Nemčiji, na kateri ustavi ta vlak. Železniška proga visokih hitrosti prečka Lahn na Lahntalbrücke in se nato potopi v Limburški predor.
Najbližje letališče je v Frankfurtu, oddaljeno je 63 km. Letališče Bonn-Köln je oddaljeno 110 km.
Lahn leži  tudi na zvezni plovni poti (Bundeswasserstraße) med Lahnsteinom in Wetzlarjem. Od širitve železnice pa pomen vodne poti upada. Uporablja se predvsem v turistične namene.

### Uveljavljena podjetja
- Blechwarenfabrik Limburg (predelava kovin)
- Bundesanzeiger Verlag (založba)
- Harmonic Drive AG
- Mobile Automation AG
- Mundipharma
- Tetra Pak
- Vectus Verkehrsgesellschaft mbH (prevoz)
- Nassauische Neue Presse (časopis)

## Kultura in znamenitosti

### Muzeji
V Limburgu je več muzejev. Najpomembnejši so:
- Limburška mestna umetniška zbirka z različnimi razstavami,
- Staurothek, stolnična zakladnica in škofijski muzej z relikvarijem,
- Pomorski limburški muzej,
- Muzej palotinskega misijona.

### Stavbe
Le nekaj mestom je tako kot Limburgu uspelo ohraniti skoraj nepoškodovan celoten sklop srednjeveških zgradb. Nekdanje mestno jedro znotraj obzidja med stolnico svetega Jurija, ulico Grabenstraße (ulica z oznako starega trdnjavskega jarka) in 600-letnim mostom čez Lahn je danes pod spomeniškim varstvom.
Staro mesto (Altstadt) se ponaša z imenitno stolnico in je polna ozkih ulic s pollesenimi hišami, ki segajo v glavnem v 17. in 18. stoletje. Zato je  na Nemški predalčni ulici (Deutsche Fachwerkstraße).
- Limburška stolnica je ena najpopolnejših stvaritev pozne romanske arhitekture. Njen simbol je bil natisnjen na zadnji strani bankovca za 1000 nemških mark druge serije [1], ki je bila v obtoku od leta 1960 do leta 1989. Stolnica je bila pred kratkim obnovljena in pobarvana ter kaže prvoten videz.
- Grad Limburg je v začetku 13. stoletja zgradil Gerlach von Izenburg.
- Burgmannenhaus, hiša zgrajena okoli 1544; danes je muzej.
- Cerkev svete Ane, vitraj iz tretje četrtine 14. stoletja z osemnajstimi prizori iz Nove zaveze.
- Stari most čez Lahn iz leta 1315, kraj, v katerem je Via Publica (rimska cesta) prečkala reko Lahn.
- V starem mestnem jedru izstopajo številne pollesene hiše iz 13. do 19. stoletja. Posebnost je dvoranska hiša iz visokega srednjega veka, ki ima v pritličju veliko dvorano. Ko so se v starem mestnem jedru leta 1972 začela restavratorska dela, je bila hiša skrbno obnovljena. Med najbolj znanimi pollesenimi hišami so:
  - Haus Kleine Rütsche 4, najožji del mesta na zgodovinski trgovinski cesti med Frankfurtom in Kölnom, katere širina je napisana na Heumarktu v Kölnu,
  - Haus der sieben Laster (Hiša sedmih grehov) na Brückengasse 9, zgrajena leta 1567, [2], pollesena hiša z okraski, ki kažejo sedem smrtnih grehov krščanstva, in sicer ponos, pohlep, zavist, poželenje, požrešnost, jezo in lenobo,
  - Werner-Senger-Haus, lepa kamnita dvoranska hiša s polleseno fasado iz 13. stoletja,
  - hiše ob ribarnici. Ime trga v 13. stoletju je bilo še vedno Fismart (Trg preje ali Trg volne) v limburškem narečju in je bilo trgovsko središče tkalcev limburške volne " [3],
  - Römer 2–4–6, najstarejša samostojno stoječa pollesena hiša v Nemčiji; na vrtu so našli mikva (kopel za obredno potapljanje v judovstvu),
- Mestna hiša, zgrajena leta 1899,
- Huttig (stolp v mestnem obzidju),
- nekdanja plemenitaška posest grofov Walderdorff na Fahrgasse 5.

- Limburška stolnica z mostu
- Stolnica z gradom
- Notranjost stolnice
- Hiša z zlatim jelenom (Zum goldenen Hirsch)
- Nekdanja pokopališka kapela

## Pobratena mesta
- Sainte-Foy-lès-Lyon, departma Rhône, Francija
- Oudenburg, Zahodna Flandrija, Belgija
- Lichfield, Staffordshire, Anglija, Združeno kraljestvo

### Pokroviteljstvo
Leta 1956 je mesto postalo sponzor za sudetske Nemce, ki so bili izgnani iz mesta Mährisch Neustadt (danes Uničov v Češki) v okrožju Sternberg.